# Nescicroa frontalis
Nescicroa frontalis är en insektsart som först beskrevs av Ludwig Redtenbacher 1908.  Nescicroa frontalis ingår i släktet Nescicroa och familjen Diapheromeridae. Inga underarter finns listade i Catalogue of Life.